# حسن‌آباد نو
حسن‌آباد نو، روستایی از توابع بخش مرکزی شهرستان آباده در استان فارس ایران است.

## جمعیت
این روستا در دهستان سورمق قرار دارد و بر اساس سرشماری مرکز آمار ایران در سال ۱۳۸۵، جمعیت آن زیر سه خانوار بوده‌است.